# 清涧县站
清涧县站，位于中华人民共和国陕西省榆林市清涧县折家坪镇，是包西铁路上的火车站，由西安铁路局延安车务段管辖。

## 旅客列车目的地
| 列车所属路局   | 目的地                           |
| -------------- | -------------------------------- |
| 北京铁路局     | 天津                             |
| 呼和浩特铁路局 | 呼和浩特东                       |
| 南昌铁路局     | 福州、呼和浩特东                 |
| 上海铁路局     | 杭州、呼和浩特                   |
| 沈阳铁路局     | 重庆北                           |
| 西安铁路局     | 苏州（隔日）、乌海西、西安、榆林 |

## 車站周邊
- 折家坪派出所
- 折家坪镇人民政府
- 中国邮政折家坪镇邮政所

## 意外事件
2007年2月21日上午10时许，榆林开往西安的7551次列车（后改为7005次）在清涧县站临时停车，当时在站台值勤的铁路民警发现一名趴在列车11号车厢底部电瓶箱上的男子，并将其救下。后经询问，该男子来自石泉县，2006年10月在西安被陌生人骗至山西太原打工，但两个月未得分文，只得先从太原徒步至榆林，因返乡心切却无钱购票而趁夜翻越榆林站栏杆，并藏身7551次列车底部。该男子于当天晚些时候被送回西安。